# Pharmacus brewsterensis
Pharmacus brewsterensis är en insektsart som beskrevs av Richards, A.M. 1972. Pharmacus brewsterensis ingår i släktet Pharmacus och familjen grottvårtbitare. Inga underarter finns listade i Catalogue of Life.